# سانتياغو ديل كامبو
بلدية سانتياغو ديل كامبو (بالإسبانية: Santiago del Campo)‏، هي بلدية تقع في مقاطعة قصرش والتي تقع في منطقة إكستريمادورا، غرب إسبانيا.
يبلغ عدد سكانها 326 نسمة وفقاً لإحصائية سنة (2002).